# Serednie Małe
Serednie Małe (ukrán nyelven: Середнє Мале) Lengyelország délkeleti részén, a Kárpátaljai vajdaságban, a Bieszczady járásban, Gmina Czarna község területén található település, közel a lengyel–ukrán határhoz.A község központjától, Czarnától 9 kilométernyire délnyugatra fekszik, a járási központtól, Ustrzyki Dolnétől 17 kilométernyire délre található és a vajdaság központjától, Rzeszówtól 92 kilométernyire található délkeleti irányban. 

## Fordítás
Ez a szócikk részben vagy egészben  a   Serednie Małe című angol Wikipédia-szócikk ezen változatának fordításán alapul.  Az eredeti cikk szerkesztőit annak laptörténete sorolja fel. Ez a jelzés csupán a megfogalmazás eredetét és a szerzői jogokat jelzi, nem szolgál a cikkben szereplő információk forrásmegjelöléseként.